# 中華民國陸軍航空特戰指揮部兩棲偵察營
中華民國陸軍航空特戰指揮部兩棲偵察營，俗稱海龍蛙兵、水鬼，是中華民國特種部隊之一，駐紮於澎湖、金門、馬祖等離島地區，主要執行海域巡弋、越界漁船驅離、水文偵察、運補護航、海上救難等任務。
海龍蛙兵於金門有兩個連（營部連—料羅灣儲訓隊、偵一連），澎湖西嶼偵二連、馬祖南竿偵三連各一個連，營部則駐紮於金門，而馬祖東引偵四連於2012年3月28號精簡裁撤。

## 歷史
1949年於中華民國總統蔣中正視察金門時奉其指示成立，初名「偵察隊」，裝備以及訓練由美國西方公司提供，其目的為收集中國大陸之情報，其所訓練的突擊隊為中華民國國軍最早期之戰鬥蛙人。海上突擊隊成立之初，曾派員至中華民國海軍受遠航訓練並接收海軍砲艇；爾後艦艇更新與海軍無涉，概由陸軍總司令部自行納入裝備籌補計畫，故無外傳「海軍炮艇隊為成功隊前身」說法。
1953年總統蔣中正下令成立「兩棲作戰部隊」，正名為「反共救國軍海上突擊隊」，由美軍顧問團訓練。
1954年國防部總政治部蔣經國指示更名為「成功特種蛙人隊」，簡稱「成功隊」，由劉雨成隊長帶領，意思是「只准成功、不許失敗」。
1954年金門防衛司令官劉玉章將軍，令各師成立『海上突擊摸哨隊』，師長周中鋒將軍，特選莊自南為隊長，經嚴訓成軍。
1955年6月23日由莊自南隊長，率隊突擊廈門地區鎮海角，深入敵城，與匪激戰，完成任務安反基地（東碇）。隨獲奉國防部參謀總長彭孟緝上將電賀，總政戰部主任蔣經國於金門下堡召見。（革命魂月刊社四十四年十一月刊，戰時黨工研究，曾以神兵莊自南專刊，『以無我-忘我-達到其-只見一義，不見生死-超然的境界』，並膺任第七屆國軍英雄。
1962年擴編為「成功大隊」，成員三百人，具備長泳、格鬥、爆破、潛水等戰技。
1973年由「成功第一、第二大隊」、「陸軍1001、1002連」以及「反共救國海上突擊隊」三個單位合併，正名為「陸軍101兩棲偵察營」，代號「海龍蛙兵」。
1998年納編國防部軍事情報局駐澎湖海上情報大隊。
2000年因海岸巡防署成立，故兩棲營已無驅離大陸漁船、監管大陸漁工、查緝走私等任務。
2006年已正式納編至陸軍航空特戰指揮部，成為直屬之營級單位「陸軍航空特戰指揮部兩棲偵察營」，也和其高空特勤隊之軍士官幹部做交流、輪調等，以互相了解其單位屬性。
兩岸對立時期，海龍蛙兵主要利用夜間滲透敵軍據點，執行沿岸摸哨、襲殺、破壞等任務，神出鬼沒、建功無數，因而得名「水鬼」、「敢死隊」，對岸則稱之為「王牌水鬼兵」及「天下第一操」等名稱。根據史料記載，海龍蛙兵曾經參與的任務約有130次之多，但有許多的任務紀錄已隨時間而遺失不可考，隨著兩岸情勢和緩，現無再執行此類作戰任務。

## 海龍忠烈祠
位於金門溪邊金溪橋旁，後壟溪由水壩攔起的大水塘，中間突出的小島，有間形似小廟的建築，這個水塘過去曾是兩棲部隊操舟、泊艇的訓練場地。因為地緣的關係，過去陸軍兩棲偵查營為殉職的弟兄，在此地建立了屬於他們專有的忠烈祠，祠內供奉了歷年為國犧牲的兩棲官兵，規模雖不大，意義卻是十分深遠。
劉雨成隊長為成功隊隊長，後晉升至兩棲營少將營長。
2018年8月2日，航空特戰指揮部指揮官何啟鎮中將主持海龍忠烈祠建誌碑揭碑典禮，並邀請金門縣長李沃士、退役海龍前輩等人出席。

### 海龍忠靈（以官階排列）
歷次任務突擊大陸為國捐軀有功及因公殉職官兵芳名千古
- 少將：劉雨成
- 中校：毛守義[3]
- 少校：曹於生、楊慶生、陳茂林
- 上尉：夏振德、侯豐禮、陳慶春、許添吉
- 中尉：林慶炎、官六俚、陳宏吉
- 少尉：王承魯
- 准尉：王建民、范永昌、鄭仕、鄧廷幹、沈國良、陳明令、何宗、陳亮、孫毓桐、畢才法、顏根法、黃國俊、劉寶忠
- 士官長：宋德賢[3]
- 上士：黃群真、陳楚源、何應康、顏成夫、孫阿相、李文甫、徐廣先、喻金民、薛德高

陸軍一〇一兩棲偵察營全體官兵 敬立 中華民國八十四年六月吉日

### 事績
- 1957年10月22日夜，王安轉，時任馬祖守備區指揮部兩棲偵察隊，廣東豐順人，奉命突擊連江縣黃岐、赤沃等地的中共水兵師，英勇過人，獨自入中共水兵師幹部臥室，擊斃共幹一名，又轉入中共水兵師官兵睡寢，擊斃中共水兵數名，斯時不幸右腿中彈，才退出室外，又撤退至艇上，鮮血不止，因英勇事績當選第八屆國軍克難英雄。

- 1966年（民國五十五年）8月23日凌晨，7名國軍蛙人搭乘小艇，偷偷摸上金門北方的大嶝島，執行代號「邵陽計畫」的偵察行動。不料事機不密，被共軍大部隊海陸兩線包抄。經2小時激戰寡不敵眾，2名蛙人被俘，4人游泳逃回金門；曾獲國軍戰鬥英雄的准尉王承魯被大陸女民兵迫击炮精准炮擊當場毙命，享年34歲，共軍將王承魯遺體埋在大樹下與當地鄭氏望族家族墓園仳鄰。2016年1月，由楊敬平、陳振成、李自帆、梁忠信等4位退役海龍蛙兵，在大嶝島當地耆老鄭水忠帶領下，回到當初王承魯埋葬地。由於幾十年來地貌改變很大，墓園內的遺骨都已遷走，王承魯的遺骨與其他鄭家先人混在一起，無法分辨，因此協會決定集資雇請工人，在原址興建一座紀念碑。

## 訓練

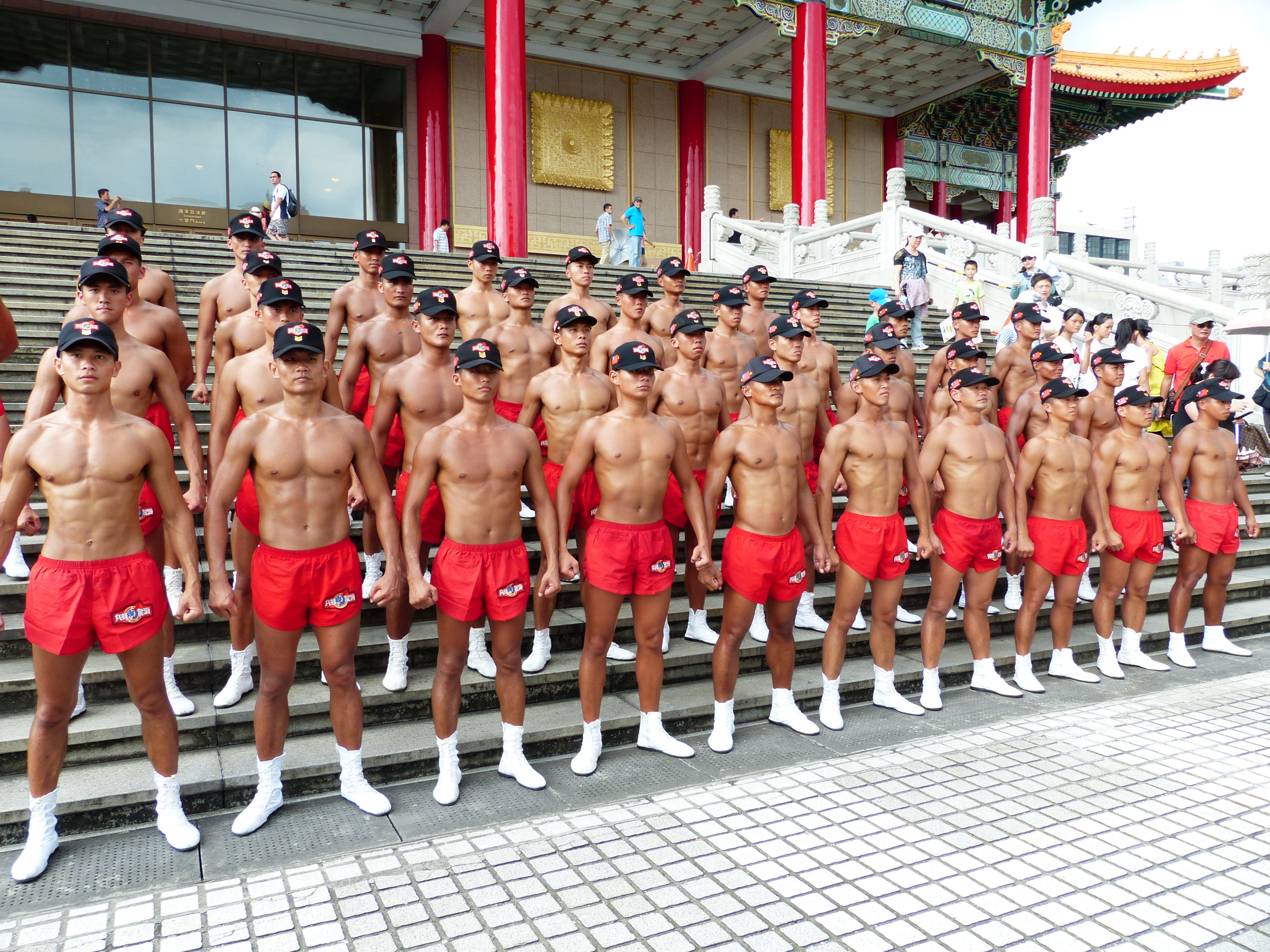
海龍蛙兵隊員

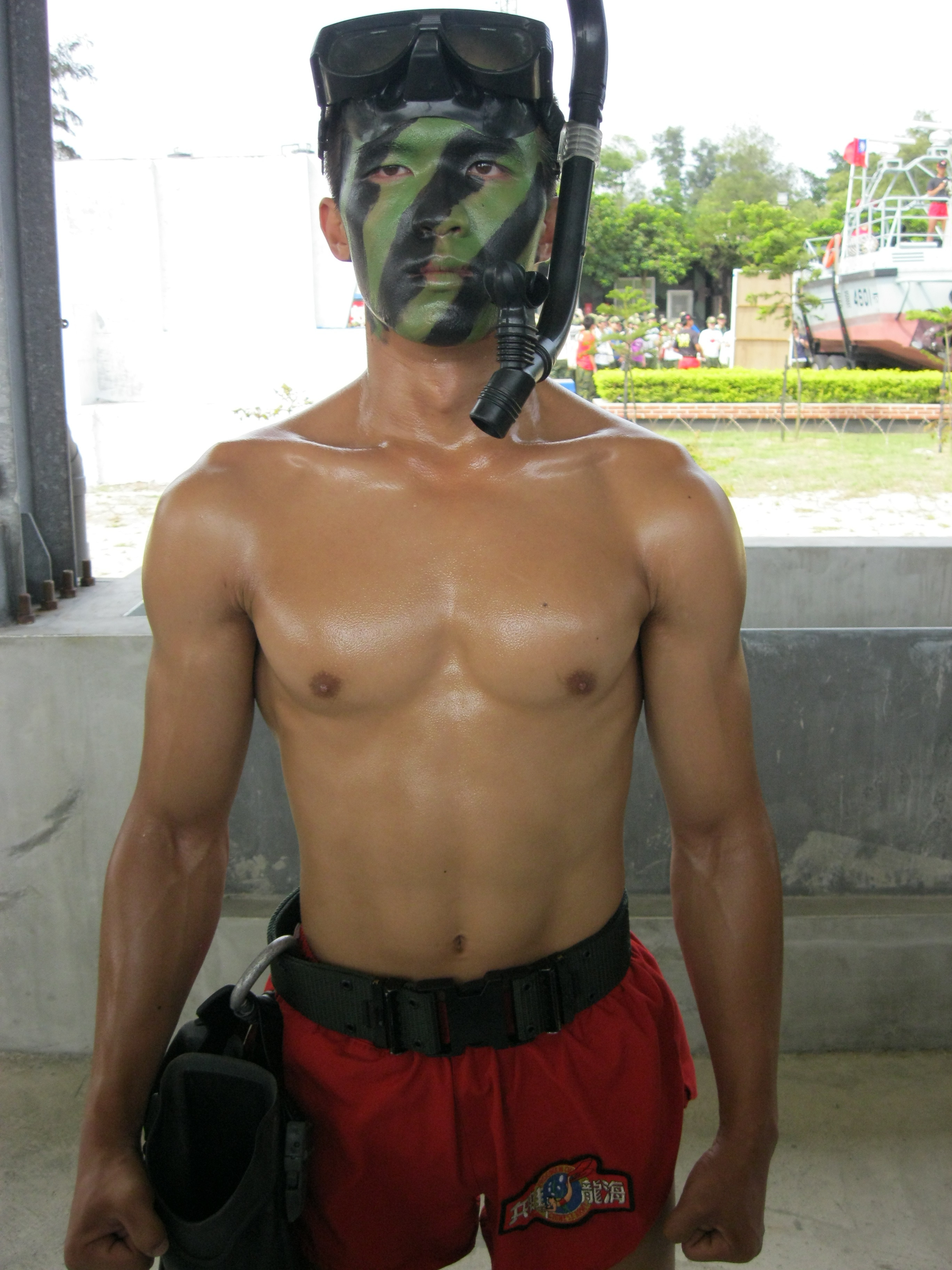
蛙人裝束（正面）

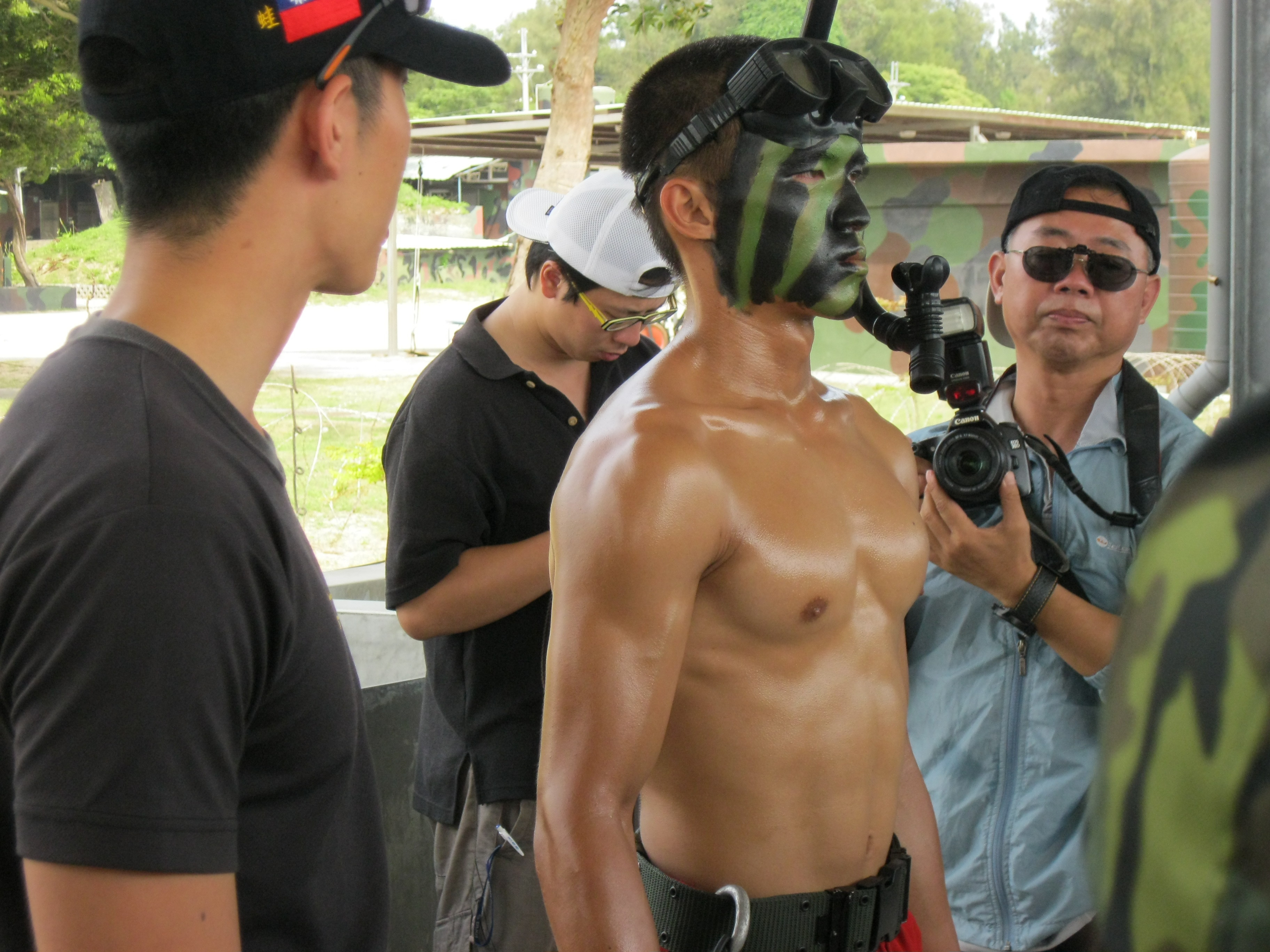
蛙人裝束（側面）

海龍蛙兵隊員從志願報名的中華民國陸軍新兵與軍士官中挑選，在對待上全都一視同仁，學員拔階進入海龍儲訓隊後即開始受訓，過程極其嚴厲，細節亦包含飲食盥洗等日常生活。報考志願役時需通過三千公尺長跑、引體向上、仰臥起坐、伏地挺身與兩百公尺游泳等體能測驗，通過後方能進行兩棲儲備訓練。
兩棲儲備訓練分為三類。體能類有蛙人操、萬米長跑、重量訓練；近戰類有搏擊、擒拿、奪刀槍、跆拳道；水上類有水中障礙排除、水文偵測、操舟、武裝長泳。訓練期為期半年，最終有為期四天三夜、俗稱「硬漢路」的結訓鑑測，採嚴考核嚴淘汰，通過後方能成為正式隊員。鑑測結束後，會先進行「船槳交接」儀式，由前一期學員將橡皮艇的船槳交棒給後一期學員，象徵榮耀傳承。翌日，教官就會以蛙牌插入胸膛作為結訓儀式。
服役期間還有專精訓練及基地訓練。專精訓練項目有搏擊、情報、核生化、通信、射擊、山地戰、傘訓、海上滲透突擊、中級潛水、水中爆破，並且擁有救生、潛水、動力小艇、跆拳道；基地訓練項目則有爆破、通信、絕壁登降、野外求生、偽裝、詭雷設置、狙擊、敵後滲透破壞與陸地襲擊。小三通開放後，增設反劫機、反劫船、反劫車等反恐任務訓練、裝備也會日益增加，在金馬地區防衛性十分重要。冷戰時期執行過無數次機密任務，是中華民國國軍來台後少數擁有實戰經驗傳承的部隊之一。

## 裝備

### 快艇
- 成功艇
- 海龍艇
- K85快艇

### 單兵武器

#### 手槍
| 武器名稱 | 原產地   | 備註 |
| -------- | -------- | ---- |
| T75      | 中華民國 | -    |

#### 衝鋒槍
| 武器名稱 | 原產地   | 備註 |
| -------- | -------- | ---- |
| T77      | 中華民國 | -    |

#### 突擊步槍／戰鬥步槍
| 武器名稱 | 原產地   | 備註 |
| -------- | -------- | ---- |
| 57式     | 中華民國 | -    |
| T65K2    | 中華民國 | -    |
| T91S     | 中華民國 | -    |

#### 狙擊步槍
| 武器名稱          | 原產地 | 備註       |
| ----------------- | ------ | ---------- |
| M24狙擊手武器系統 | 美国   | -          |
| 巴雷特M82A1       | 美国   | 反器材步槍 |

#### 其他
- AITOR森林之狼
- 十字弓

### 偵查裝備
- 地面無人載具
- 偵搜球

## 海龍答數
冰天雪地越海洋，驚濤駭浪駕輕舟，敵人心驚又膽寒，令我蛙兵威名揚。

## 宣示信條
一、身為海龍蛙兵，外表儀態端莊、內心堅忍不拔，我棲息海陸、精練戰技、驍勇善戰，令敵人聞風喪膽，以勇猛頑強、捨我其誰之剛毅精神，永不放棄創造榮譽，我將永遠值得他人信賴與尊重。
二、兵悍四海的我，永遠保持謙遜之心，尊重長官、善待部屬，絕不懷疑、絕不離棄，我將同袍視如己出、以誠相待，並以絕對的能力保護同僚的安全及生命，充分展現同舟共濟之精神。
三、我海龍蛙兵絕對服從、忍耐到底，絕不在任何威脅利誘之下背叛國家，我神出鬼沒、出入敵後，其存在的價值就是為了完成上級所交付的任務，並自願為國家奉獻犧牲，誓死捍衛國家的安全。

### 引用
1. ↑  . 留在金門忘了飛 痞客邦. 2011-11-18  [2024-08-12]. （原始内容存档于2020-11-21） （中文（臺灣））.
2. ↑  . 難得緣份～金誠連新聞台 PChome個人新聞台. 2006-07-02  [2024-08-12]. （原始内容存档于2020-11-29） （中文（臺灣））.
3. 1 2  陳冠霖. . 地方新聞. 2019-04-08  [2019-04-08]. （原始内容存档于2020-11-29） （中文（臺灣））.
4. ↑  .   [2011-11-13]. （原始内容存档于2013-12-31）.